# آرمن کاراپتیان
آرمن سریوژایی کاراپتیان (ارمنی: Արմեն Սերյոժայի Կարապետյան؛ زادهٔ ۳۱ ژوئیهٔ ۱۹۵۴) یک سیاستمدار اهل ارمنستان است که از تاریخ ۲۰۱۲ تا تاریخ ۲۰۱۷ سمت نمایندگی دوره پنجم مجلس ملی جمهوری ارمنستان را برعهده داشت.

## زندگی‌نامه
در 	۳۱ ژوئیهٔ ۱۹۵۴ در کاپان به دنیا آمد و از دانشگاه ملی پلی‌تکنیک ارمنستان فارغ‌التحصیل شد. 